# مايكل سميث (كاهن كاثوليكي)
مايكل سميث (بالإنجليزية: Michael Smith)‏ (و. 1940  م) هو كاهن كاثوليكي أيرلندي.

## مناصب
تولى منصب أسقف كاثوليكي (منذ 29 يناير 1984)
- Bishop of Meath [الإنجليزية]‏
- أسقف أبرشية [الإنجليزية]‏
- أسقف مساعد  [لغات أخرى]‏
- أسقف من غير أبرشية [الإنجليزية]‏

.

## التعليم
تعلم في Pontifical Irish College ‏
.